# Стомана (филм)
„Стомана“ (на английски: Steel) е американски супергеройски филм от 1997 г., базиран на едноименния герой от „Ди Си Комикс“. Режисьор и сценарист е Кенет Джонсън, а във филма участват Шакил О'Нийл, Анабет Гиш, Ричард Раундтрий и Джъд Нелсън.